# 피아노 소나타 13번 (모차르트)
피아노 소나타 13번 B플랫 장조 K. 333/315c는 1783년 린츠에서 볼프강 아마데우스 모차르트가 작곡했다.

작품은 세 악장으로 된 소나타이다.
1. Allegro
2. Andante cantabile
3. Allegretto grazioso